# 8Ball Allstars
8Ball Allstars est un jeu vidéo de billard adapté sur Nintendo DS et Wii, développé et édité par Oxygen Games.

## Système de jeu
Le joueur rend place autour d'une table de billard pour des parties, seul ou en multijoueur. Le soft propose de nombreux modes de jeu, comme les différentes ligues ou les challenges en ligne.